# Enicospilus ruidus
Enicospilus ruidus là một loài tò vò trong họ Ichneumonidae.